# الأزمة الدستورية في أستراليا 1975
تعتبر الأزمة الدستورية في أستراليا عام 1975 من أكبر الأزمات السياسية والازمات الدستورية في تاريخ أستراليا. بلغت الازمه ذروتها في نوفمبر 1975 عندما قام الحاكم العام جون كيرر باقاله رئيس الوزراء «جوش وتلم» والذي ينتمى إلى حزب العمال الأسترالي. ثم قام جون كيرر بتعيين مالكوم فرسير، قائد المعارضة، كرئيس لوزاء لحكومة تصريف الأعمال.
و قد تم انتخاب حكومه جوش وتلم العماليه في 1972 بشعبيه قليله من مجلس النواب ولكن مع المعارضة المسيطره على مجلس الشيوخ. وقد نتج تغيير طفيف بعد الانتخابات التي تمت في 1974 . أثناء تقديم الكثير من البرامج والخطط السياسية من قبل حكومه جوش وتلم، الا ان الحكومة تعثرت بفضائح واخطاء تقديريه في العمل السياسى. في أكتوبر 1975 استخدمت المعارضة سيطرتها على مجلس الشيوخ لتأخير طريق امتلاك الفواتير أو الإمداد والتي تمنح من مجلس النواب. وقد بينت المعارضة استمرارها في هذا الفعل ان لم يقوم جوش وتلم بعمل انتخابات لمجلس النواب وقد طلبوا من كيرر اقاله جوش وتلم ان لم يوافق وتلم على مطالبهم. وقد كان جوش وتلم على يقين بان جون كيرر لن قوم باقالته، وجون كيرر لم يفعل شيء يضر بجوش وتلم.
في نوفمبر 1975 عزم وتلم على عمل انتخابات لنصف مجلس النواب كمحاوله لتهدئه الخلاف. وعندما ذهب جوش وتلم إلى جون كيرر طلبا لموافقته على الانتخابات، قام جون كيرر في المقابل باقالته كرئيس للوزراء، وبعد فتره قصيره عين مالكوم فرسير بدلا منه كرئيس للوزراء. وسريعا قبل معرفه حزب العمال الاسترالى بالتغيير الحكومى، قام فرسير وحلفاؤه بتأمين طريق امتلاك الإمدادات وقام كيرر بحل البرلمان  لعمل انتخابات جديده. وسرعان ما عاد فرسير وحكومته بأغلبيه ساحقه.
أدت أحداث العزل إلى تغيير طفيف بالدستور. وقد توقف مجلس الشيوخ عن ممارسته سلطته في وقف الإمدادات وأيضا توقف الحاكم العام باستخدام سلطته في اقاله الحكومة.و لو يتم ممارسه مثل هذه القوى مره أخرى، وانتقد حزب العمال الاسترالى جوش كيرر بشده على فعلته والذي استقال من منصبه كحاكم عام وعاش بقيه عمره خارج البلاد. على الرغم من استمرار التنديد بفعله جوش كيرر الذي مات في 1991، تصالح جوش وتلم ومالكوم فرسير بعد ذلك.

## الخلفية

### الدستور
كما هو مقرر، البرلمان الاسترالى مكون من مجلسين، مجلس الشيوخ ومجلس النواب مشاركه مع ملكه أستراليا. ويمثل الحاكم العام الاسرة المالكه والذي يمتلك صلاحيات تنفيذيه معطاه له في الدستور وأيضا هو ممارس لبعض الصلاحيات الاحتياطية. الصلاحيات الاحتياطيه هي السلطة الشرعية المتبقيه للأسره الملكية بعدما انتقلت معظم سلطاتها التاريخية إلى البرلمان أو الجهات الرسمية. يتصرف الحاكم العام عاده وفقا لقرارات الحكومة ولكنه يستطيع التصرف باستقلاليه بعيدا عن تلك القرارات وذلك من خلال ممارسه السلطة الاحتياطيه. الملكة هي الوحيدة التي لديها سطله عزل الحاكم العام وذلك بتوصيه من رئيس الوزارة. وكما قال مالكوم فرسير الذي لعب دور كبير في الازمه " الملكة ذو منصب ولن تسمح بحدوث ذلك ". ولكن تولى الحاكم العام منصبه بامتنان كأنه توقف لكى يمتن وبعد ذلك يعزله رئيس وزراء"
و كما هو الحال في النظام البرلمانى بالغرب، تتشكل الحكومة الاستراليه من مجلس النواب والذي يعتبر الحزب الذي يتمتع بثقه المجلس الأدنى في البرلمان. على الرغم من ذلك فان البرلمان الاسترالى لديه المجلس الذي يتمتع بالقوة الأكبر وهو مجلس الشيوخ الذي يمرر أيا من التشريعات القانونية التي تقترح في مجلس النواب لكى يصبح قانونا. يتكون أعضاء مجلس الشيوخ من عدد متساوى من الشيوخ في كل ولايه بغض النظر عن عدد سكان الولايات، وذلك صمم خصيصا لجذب المستعمرات الاستراليه في اتحاد ائتلافى واحد. وقد منع الدستور أعضاء مجلس الشيوع من عمل أو تصحيح أوراق ماليه ولكن يمكنهم وقف هذه الأوراق بحريه. وقد صرح جوش وتلم قائد المعارضة بالتالى «دعونى أوضح أن معارضتنا لهذه الميزانية ليست مجرد إجراء شكلى. وسوف ننشر معارضتنا بجميع الوسائل الممكنه للاجراءات المتعلقة بهذا الأمر في كلا من المجلسين.و ان لم يأخذ بهذه الاجرارات، سوف نصوت ضد الفواتير المالية هنا وفي مجلس الشيوخ.و هدفنا هو تدمير هذه الميزانية وتحطيم الحكومة الراعيه لهذا الامر»
. وفيما يسبق أزمه 1975، لم يمارس الحاكم العام أبدا سلطته في طرد رئيس الوزراء ضد رغبه القيادات الدينية وذلك وفقا لماده 64 من الدستور. مرتين منذ تشكيل الاتحاد الائتلافى، نتجت صراعات بين وزير الدولة الأول وموظفين الدولة الذين يؤدون وظائف مناظره لرئيس الوزراء والحاكم العام على مستوى الدولة، إلى مغادره رئيس الوزراء أو مغادره الموظفين. في 1916، تم عزل محافظ جنوب نيو ولاس، وليام هوملن، من حزب العمال الاسترالى وذلك ذك نتيجه لدعمه قضيه فرض الاتاوات على العمال.و قد ساعدت الأحزاب المعارضة على بقاء وليام هوملن في منصبه، وقد استشار الحاكم، السيد ستريك لاند، مطاليا بتمرير الشرعية لتشمل المجلس الأدنى لشرعيه الدولة لمده عام. وعندا رفض ستريك لاند موضحا بأن هذا الامر غير منصف للعمال، قام «وليم هوملن» بتعيين اخر بدلا من ستريك لاند. في عام 1932، رفض قائد عمال جنوب نيو ولاس، «جاك لانج»، دفع الأموال لحكومه فيدرل والتي جمدت حسابات بنوك الدولة وهذا ما جعل جاك لامج يأمر بأن الدفع لحكومه الدولة يكون نقدا.و قد حذر الحاكم فيليب جيم كتابيا جاك لانج بأن الوزراء يخالفون القانون، ويحذره بأنهم إذا استروا في ذلك سوف يضطر إلى موافقه الوزراء الذين ينفذون الحكومة في اطار قانونى. وقد أجابه جاك لانج بأنه لن يستقيل، وقام «فيليب جيم» بطرد حكومته وقد أناب إلى قائد المعارضة «بيرترام ستيفنز» عمل حكومه مؤقته لحين عمل انتخابات جديده والتي هزم فيها العمال.
و من ضمن صلاحيات الحاكم العام هي سلطته في حل كلا من مجلسى البرلمان وفقا لماده 57 من الدستور، في حاله قيام مجلس النواب بتمرير فاتوره مرتين على الاقل خلال تلاته شهور متفرقين ورفض مجلش الشيوخ تمرير الفاتورة. في الحالتين حيث تتصاعد العواقب قبل تشكيل حكومه وتلم في 1914 و1951 ، قام الحاكم العام بحل البرلمان من أجل انتخابات انحلال مزدوج وذلك استنادا على نصيحه رئيس الوزراء.

### سياسيا
انتخبت حكومه «جوش وتلم» العماليه في 1972 بعد ثلاثه وعشرون عام من حكم ائتلافى شكله الأحزاب الريفيه والأحزاب الليبراليه. تمتع حزب العمال الاسترالى بتسعه مقاعد أغلبيه في مجلس النواب ولكنها لم تحقق تلك الاغلبيه في مجلس الشيوخ. ووفقا لوعود مرحله الدعاية الانتخابيه، قد تم عمل عدد كبير من التغييرات السياسية وطرح العديد من التشريعات. وقد سمحت المعارضة، التي سيطرت على مجلس الشيوخ، بتمرير بعض الفواتير الحكومية إلى مجلس الشيوخ، واوقفت أخرين.
في أبريل 1974، حاولت المعارضة أعاقه الدعم في مجلس الشيوخ (و التي تتمثل، في امتلاك الفواتير)، وقد خضع «جوش وتلم» لمواقفه الحاكم العام، السيد «باول هسلك»[[Paul_Hasluck]|، على حل المزدوج . عادت الفئات العماليه للانتخابات في 18 مايو ] [[:en:Paul_Hasluck]|[الإنجليزية]]] وذلك بخمسه مقاعد في المجلس. حيث بلغ عدد مقاعد العمال والاتحاد الائتلافى في مجلس الشيوخ إلى ما يصل إلى 29 مقعد مع تخصيص مقعدين للفئات المستقله وذلك للحفاظ على موازنه القوى.
تولى «باول هسلك» الحكم كحاكم عام منذ 1969 وكانت مدته حكمه قصيره وذلك لانتهاء مده حكمه. وقد طلب «جوش وتلم» من «باول هسلك» البقاء في منصبه عامين اخرين، ولكنه رفض، موضحا بأن زوجته ترفض البقاء في «يرالوما»[[Government_House,_Canberra]|أكثر من الخمس سنوات المقرره . وقد عرض "جوش وتلم " المنصب على رجل الاعمال " كين وير "] [[:en:Government_House,_Canberra]|[الإنجليزية]]] والذي رفض هو الآخر. جدد «جوش وتلم» عرضه على «جون كيرر»، قاضى العدل بجنوب «نيو ولاس». وقد كان «جون كيرر» متردد بشأن تخليه عن منصبه كقاضى للعدل، حيث اه كان ينوى البقاء في منصبه لمده 10 اعوام أخرى، ون أجل منصب الحاكم العام والذي تستمر مدته اخمس سنوات فقط. وبناء على طلب «جون كيرر»، وافق «جوش وتلم» بشكل غير رسمى على انه لو تم بقاؤه هو و«جون كيرر» في مناصبهم، سيتم تجديد مده بقاء «كيرر» في منصبه. وقد أمن «جوش وتلم» التشريعات التي تهتم بشئون «جون كيرر» المالية الخاصة بمنصبه، شامله تخصيص معاش للحاكم العام أو أرملته. تحمس «بيلى سندن»[[Billy_Snedden]،|الذي كان رئيس وزراء في ذلك الوقت ،لتعيين "جون كيرر" وأيضا وافق على تجديد مده حكم "حون كيرر " في خلال خمس سنوات . وافق "جون كيرر" على توليه المنصب، وقامت الملكة "اليزابيث الثانية"] [[:en:Billy_Snedden]،|[الإنجليزية]]] بمراسم التعيين كما ينبغى، وحلف اليمين في 11 يوليو 1974، عيد ميلاد وتلم الثامن والخمسون.
و قد تم تقديم سته من الفواتير، التي كانت موضوع الانحلال المزدوج، إلى البرلمان للمره الثالثة، وكما هو متوقع، قام مجلس الشيوخ برفضها مره أخرى. تنص المادة 57 من الدستور، أن بعد انتخابات الحل المزدوج، إذا قام مجلس النواب بتمرير الفواتير، التي تم رفضها مرتين من قبل مجلس الشيوخ في البرلمان السابق، ورفضها مجلس الشيوخ مره أخرى، يتم مناقشتها بعد ذلك بجلسه مشتركه [[Joint_Sitting_of_the_Australian_Parliament_of_1974]|للمجلسين. في 30 يوليو، تلقى " جوش وتلم " موافقه "كيرر" بشأن عمل الجلسه المشتركة، والتي تم اقرار ميعادها في السادس أو السابع من شهر أغسطس 1974 . وتعتبر هذه الجلسه هى الفريده من نوعها في تاريخ أستراليا تطبيقا لماد 57 من الدستور ، التي تمرر الفواتير الستة، متضمنه اماكنيه التشريع ل "ميديبانك"] [[:en:Joint_Sitting_of_the_Australian_Parliament_of_1974]|[الإنجليزية]]].

### جدال والوظائف الشاغرة
في ديسمبر 1974، أثار «جوش وتلم» قلقه حيال ايجاد مصادره ماليه جديده من أجل تمويل خططه التطويريه. وبعد اللقاء في «لودج»[[The_Lodge_(Australia)]،|مكان اقامه رئيس الوزراء، وقع وتلم وثلاثه من وزراءه (نائب رئيس الوزراء ] [[:en:The_Lodge_(Australia)]،|[الإنجليزية]]] وأمين المال «جيم كايرنز»[[Jim_Cairns]|و المحامى العام ] [[:en:Jim_Cairns]|[الإنجليزية]]] «سير ليونيل مورفى»[[Lionel_Murphy]|و وزير المعادن والطاقة "ريكس كونر"] [[:en:Lionel_Murphy]|[الإنجليزية]]]) خطاب ل«كونر» يخوله من اقتراض إلى ما يصل ل 4 بليون دولار. وصف الكاتب والصحفى «الآن رايد» هذا الخطاب بانه «أمر بموت حكومه «جوش وتلم» العماليه»
اتصل «كونر» ووزراء اخرين بالخبير المالى الباكستانى الغامض حتى الآن «الخميلانى» في الأول من نوفمبر 1974 . وقال «خميلانى» بأن لديه معارف في البلاد العربية الغنية حديثا بالبترول. ولم تجنِ مجهودات «الخميلانى» أو اى مصادر أخرى، ثمارها، ولكن بناء على المعلومه التي أعلنتها «هيئه القروض»، فان الحكومة قد خسرت الدعم.
في فبراير 1975، قرر «جوش وتلم» تعيين السيناتور «مورفى» قاضى للمحكمه العليا [[High_Court_of_Australia]|في أستراليا، على الرفم من عدم تواجد "مورفى" في مجلس الشيوخ للانتخابات اذا تم عقد انتخابا لنصف مجلس الشيوخ . وبناء على التمثيل المتساوى، يستطيع العمال بالفوز بثلاثه مقاعد من أصل خمسه في جنوب "نيو ولاس"، ولكن اذا حدث نزاع على مقعد "مورفى"، سيتم على الاغلب الفوز بأرعه مقاعد من أصل سته . ولذلك تعيين "مورفى" سيكلف حزب العمال الاسترالى مقعد في مجلس الشيوخ في انتخابات نصف مجلس الشيوخ القادمة، وعلى الرغم من كل شىء قام "وتلم" بتعيين "مورفى" . وكالعاده يشكل أعضاء مجلس الشيوخ، الذين تم تعيينهم عن طريق المجلس التشريعى للدوله للعمل بالوظائف الشاغره المؤقتة ] [[:en:High_Court_of_Australia]|[الإنجليزية]]]، نفس الحزب السياسى كعضو مجلس شيوخ رسمى. شعر محافظ جنوب«نيو ولاس» السيد «توم لويس»[[Tom_Lewis_(Australian_politician)]|بان هذا الإجراء يتم تطبيقه فقط على الوظائف الشاعره بسبب موت او مرض موظفينه، ويتم ترتبه من أجل المجلس التشريعى لانتخاب "كليفر بنتوم"] [[:en:Tom_Lewis_(Australian_politician)]|[الإنجليزية]]] كعمده رسمى ل «برى» وأيضا كعضو مستقل.
مارس 1975، شعر الكثير في البرلمانات الليبراليه بأن «سندن» يعمل بشكل غير كفء كقائد للمعارضه. وحيث أن «جوش وتلم» يسيطر عليه في مجلس النواب. وقد تحدى «فرسير» «سندن» من أجل القيادة وهزمه في 21 مارس. وقد صرح فرسير في مؤتمر صحفى بعد فوزه بالتالى:
هزم «كيرنز» «لسنسى برنرد»[[Lance_Barnard]|بعد تحدى " برنرد" له على منصبه كنائب رئيس لوزاره "وتلم" في اخر 1974. وقد عرض "جوش وتلم" على "برنرد" منصب دبلوماسي، ووافق "برنرد" عليه في أول 1975 . واذا مان سرى هذا التعيين، كانت استقاله "برنرد" من مجلس الشيوخ أثارت انتخابات عارضه في مدينته "تسمينن" نخبه "باس"] [[:en:Lance_Barnard]|[الإنجليزية]]] . رأى مسئولؤن حزب العمال الاسترالى انه نظرا لضعف الحزب، لابد من ابقاء «برنرد» في البرلمان، وعدم اعطاء اى أفضليه له إذا استقال، وو صف رئيس الجزب ورئيس الوزراء القادم «بوب هاوكى» قرار تعيين «برنرد» على انه «تصرف مجنون». خسر «برنرد» الدعم في الانتخابات الأخيرة، وتأرجح 4% ضد العمال قد يكون كافى للهزيمه. حاز الليبرالين على المشرح الذي يمرض الناخبين، ولم يختار العمال مرشح ولديهم اعاده الاختيار المرير في المستقبل القريب. استقال «برنرد»، وعين سفير ل«سويد». وتعتبر انتخابات 28 يونيو كارثه للعمال، خاسرين المقعد مع تأرجح ضده ل 17% .
في الاسبوع التالى، رفد «وتلم» «كايرنز» وذلم لسوء قيادته للبرلمان فيما يتعلق بشئون القروض وسط تلميح عن علاقته بسكيرتيره شئونه الخاصة «جونى موروسى»[[Junie_Morosi].|و قام "فرانك كرين"] [[:en:Junie_Morosi].|[الإنجليزية]]] باستبداله كنائب. وفي وقت عزل «كرينز»، كان هناك مقعد في مجلس الشيوخ شاغر، وذلك بعد موت «بارتى ملينر»[[Bertie_Milliner]|في 30 يونيو، عضو مجلس الشيوخ وعضو في حزب العمال. ورشح حزب العمال " مال كولستن"] [[:en:Bertie_Milliner]|[الإنجليزية]]] الذي كان أكثر عضو لا يتم انتخابه في حزب «كونزلاند» في 1974. نتج عنه حاله خلاف متسحكم في «كونزلاند» صوت المجلس التشريعى ل «كونز لاند» مرتين ضد «كولستن» ورفض الحزب فيول أي أعضاء جدد. وكان لدى رئيس الحزب الريفى «جوه بلجيكى بيترسن»[[Joh_Bjelke-Petersen]،|دلال على أن "كولستن"، معلم مدارس بالتجاره، تم طرده من المدرسة خلال نزاع العمال، على الرغم من رفض الشرطة اعتقاله . وبعد تصويت المجلس التشريعى ضد "كولستن" مره أخرى، وجه "بيترسن" أغلبيته في المجلس التشريعى لانتخاب موظف الاتحاد ذو الدرجة الاقل، "البرت فيلد"] [[:en:Joh_Bjelke-Petersen]،|[الإنجليزية]]]، والذي اتصل بمكتبه ليعبر حماسه للخدمه. في اللقاءات الشخصية، وضح «فيلد» بأنه غير داعم ل «وتلم». وقد تم طرد «فيلد» من حزب العمال الاسترالى وذلك لوقوفه ضد «كولستن». وقد وضح «وتلم» بانه بسبب تظيف الأماكن الشاغره، أعضاء مجلس الشيوخ كانوا «مفسدين» و«شائب»، مع تمتع المعارضة بأغلبيه لم يفوزوا بها في صندوق الاقتراع. رغبه «فيلد» للخدمه تم تحديها في المحكمة العليا. مع مفادره أعضاء مجلس الشيوخ لكونسلاند خلال ذكرى الازمه، حصل الائتلاف على أغلبيه ساحقه ل 29 ـ30 في مجلس الشيوخ

## الخلاف القائم

### تأجيل الإمداد
حكمت المحكمة العليا في 10أكتوبر، انه قد تم تمرير القانون في الجلسة المشتركة الذي أعطى أرض عاصمه أستراليا [[Australian_Capital_Territory]|و الاقليم الشمالى ] [[:en:Australian_Capital_Territory]|[الإنجليزية]]] اثنين من أعضاء مجلس الشيوخ كلا منهما كان ملزم قانونيا. وكان لابد من عقد انتخابات لنصف مجلس الشيوخ في يونيو 1976، سيتسلم معظم أعضاء المجلس النتخب مناصبهم في مقاعد المجلس في أول يوليو، وسيتسلم أعضاء مجلس الشيوخ الاقليمين، الذين أخدوا مقاعد«بنتون» و«فيلد»، مقاعدهم في الحال. والقاعدة تنص على امكانيه أخد مقاعد مؤقته لحزب العمال الاسترالى في مجلس الشيوخ، على الأقل حتى الأول من يوليو1976 . ولتحقيق ذلك، يجب على الحزب العمال الاسترالى الفوز بمقعدى«بنتون» و«فيلد» ومقعد واحد في كل اقليم وأيضا الفوز بمقعد اقليم عاصمه أستراليا سواء كان مرشح مستقل أو عمال، وقد اعتزل الآن «جون جورتن»، رئيس الوزراء الليبرالى الرسمى عن الحزب. وإذا حدث ذلك سيتمتع العمال بهامش 33-31 نافذ المفعول، وسيتمكنوا من تمرير الإمداد إذا كان هذا لازال أمر يأخد في الاعتبار، ويمكنهم أيضا تمرير قوانين اعاده التوزيع الانتخابى (والذي تم تمريره من قبل مجلس النواب على الرغم من رفضه مرتين من مجلس الشيوخ) وذلك سيعطيهم أفضليه في الانتخابات المقبله.
و قد وصف الكاتب والصحفى «الآن رايد» موقف الحكومة والمعارضة أزمه حاده في منتصف أكتوبر:
في أعقاب حكم المحكمة العليا، وامتلاق الفواتير لكى تأخذ بالاعتبار من مجلس الشيوخ في 16 أكتوبر، لم يقرر "فرسير" بعد بأنه سيوقف الإمدادات. اكتفى "فيليب ايريس"، كاتب سيرته الذاتية، بأنه لم يكن هناك أي فضايح أخرى، فلن يقدم فرسير على هذا الغعل. زعم "خميلينى" (على عكس ما قالته الحكومة) أن "كونر" لم يبطل سلطته في الاستحواذ على القروض وانه كان على اتصال دائم معه حتى منتصف 1975 . يوم الاثنين 13 أكتوبر، طبع "ميلبورنى هرالد" مستندات تدعم أقوال "مخميلينى "، وفي اليوم التالى استقال كونر". صمم فرسير على وقف الإمدادات، ودعا إلى اجتماع مجلس وزراء شكلى وتلقى دعم ائتلاف المقاعد الأولى بالإجماع. في المؤتمر الصحفى، استشهد "فرسير" بالحالة الاقتصادية الفقيره والفضائح المستمره كسبب لقراره. وبدون طريق الامتلاك، الإمداد سيكون قد نفذ في 30 نوفمبر.
خطب حاكم«كويسلاند»، السيد «كولين حنا»[[Colin_Hannah]،|خطابا شنع فيه بحكومه "وتلم" في 15 أكتوبر،و ذلك انتهاكا للشكل العام الذي يفيد بأن يبقى حكام الدولة محايدين . وقد عقد "حنا" لجنه مفوضه مستكنه ] [[:en:Colin_Hannah]،|[الإنجليزية]]] بصفته حاكم في الجمهورية [[Administrator_(Australia)]|للتصرف كالحاكم العام في حاله موت "كيرر" أو استقالته أو الغياب عن أستراليا . وقد اتصل "وتلم " فورا بقضر "باكينجهام"] [[:en:Administrator_(Australia)]|[الإنجليزية]]] لابطال لجنه «حنا» المفوضه، وهذا الأمر استغرق 10 أيام لتنفيذه. وعلى الرغم من أن «وتلم» قد زعم بعد ذلك بأنه لم يفكر في عزل «كيرر» له، خلال الازمه في 16 أكتوبر، أثناء الحديث مع «كيرر» وزياره رئيس وزراء «ميلايسين» «تون عبد الرازق»، أخبر «وتلم» «كيرر» بأنه إذا استمرت الأزمة «سيتم التساءل عن إذا كان سأذهب للملكه أولا لأجل اعاده الاتصال بك، أم ستعيد التفكير أولا بعزلى». أعتبر «كيرر» هذه الجملة تهديد، وقد وضح بعد ذلك «وتلم» أن تعليقه كان «ذله لسان» وكان الهدف من ذلك تغيير الحديث إلى حوار اخر.
في 15 و16 أكتوبر، مع تأييد أغلبيه الائتلاف المجمع عليه، تم تأجييل امتلاك الفواتير. وقد تنبى الائتلاف موقف «كيرر» بعزل «وتلم» ان لم تؤمن الحكومة الامدام. وأصدر «بوب اليكوت»، المحامى العام الرسمى ل «وتلم» وهو عضو ليبرالى الآن في مجلس النواب، بأن الحاكم العام لديه السلطة في عزل «وتلم» ولابد من ممارسه هذه الصلاحية فورا ان لم يصرح «وتلم» رسميا عن كيفيه حصوله على الإمداد.و قد أكد «اليكوت» بأن «وتلم» كان يعمال «كيرر» كما لو انه ليس لديه خيار اخر غير اتباع نصيحته كرئيس للوزراء، في حين أن الحاكم العام لابد من عزل رئيس وزراء لا يستطيع تأميين الإمداد. وقد صرح «اليكوت» بأن «كيرر» لابد ان يسأل رئيس الوزراء في حاله استعداد الحكومة لنصحه بحل مجلسى النواب والشيوخ وحده كوسيله لتأكيد أن الخلاف بين المجلسين قد تم حله. إذا رفض رئيس الوزراء تنفيذ أيا من ذاك، فانه يكون من حق الحكام العام حل الوزير الحالى وطلب هؤلاء الذين مستعدين لاعطائه النصيحة الوحيدة المناسبة. وذلك الذي يجب أن يسعى اليه.

### استشارات ومفاوضات
اتصل«كيرر» ب «وتلم» يوم الأحد 19 أكتوبر طالبا اذنه في استشاره رئيس العدل والمحكمة العليا [[High_Court_of_Australia]|" جيرفيلد براويك"] [[:en:High_Court_of_Australia]|[الإنجليزية]]] بخصوص الأزمة. وقد نصح «وتلم» «كيرر» بعد فعل ذلك، حيث انه أشار بعد استشاره الحاكم العام رئيس العدل في مثل هذه الظروف منذ 1914، عندما كانت أستراليا في مرحله متقدمه من التطور الدستورى. في 21 أكتوبر، اتصل «كيرر» ب "وتلم " معتبرا رأى "اليكوت" وسأله "هذا هراء، اليس كذلك؟" واتفق "وتلم من وجه نظر «كيرر». ثم طالب «كيرر» بعد ذلك الحكومة بتزويده برأى قانونى مكتوبا مثبتا بطلان اراء "اليكوت". لكن لم يتلقى «كيرر» أي نصايح مكتوبه من الحكومة حتى السادس من نوفمبر. صور الكاتب والصحفى " باولى كيلى"، الذي كتب كتبين حول الأزمة، هذا التأخير كغلطه فادحه من قبل «وتلم»، معطيا خلفيه قضائيه ل «كيرر». وقد طلب «كيرر» في 21 أكتوبر، اذن «وتلم» لمقابله «فرسير» وقد منحه «وتلم» المقابلة بالفعل، وتقابل الرجلان تلك الليلة.أخبر «فرسير» «كيرر» بأن المعارضة مصممه على وقف الإمداد. وقد وضح «فرسير» بأن قرار المعارضة بتأخير امتلاك الإمداد بدلا من هزمهم اياه، كان قرار تكتيكى خاص بارداه حربيه، حيث أن الفواتير بعد ذلك بقيت تحت سيطره مجلس الشيوخ ويمكنهم تمريرها في أي وقت. وقد صرح بأن قد اتفق الائتلاف مع رأى "اليكوت" وطلب استكمال تأجيل الإمداد في حين انتظار أحداث. ولم يتم اخبار الاعلام ببديل هذا الحوار، وفي المقابل صرحوا بأن «كيرر» قد وبخ «فرسير» لوقفه للامداد والذي تسبب في تقديم تكذيب من قبل مكتب الحاكم العام.
و خلال الازمه، لم يخبر «كيرر» «وتلم» بمخاوفه، ولم يقدم أيضا أي اقتراح بخصوص عزل «وتلم». وقد بين انه يعتقد ان لا شيء يؤثر على «وتلم»، وصرح بمخاوفه من ان يفهمه «وتلم» كخصم محتمل، رئيس الوزراء تعزله الملكة. ووفقا لما قيل، على رغم من معامله «كيرر» مع وتلم" بشكل لين وودى، فهو لم يبوح بما يدور في فكره لرئيس الوزراء. وقد روى عضو مجلس الشيوخ العمالى "تونى مولفيهيل" بأن «وتلم» يمكنته الرجوع إلى حضور كل اجتماعات زعماء الأحزاب ويقول "انا رأيت سموه..لا داعى للقلق.لابد ان يفعل الامر على هذا النحو... ولم يلمح الحاكم العام عاضب في أي وقت "
و قد كان هنا الكثير من القلق والاهتمام حيال هذا التصريح، وتصرف «فرسير» واتباعه من الليبرالين لمشاركتهم الدعم. وقد تعاوتن المقاعد الأماميه الليبراليه في البرلمان لبناء وحدة للوسطاء في مؤسسات الدولة. وقد بين رئيس الوزراء الرسمى القديم لجنوب أستراليا [[Premier_of_South_Australia]|"سير توماس بلافورد"] [[:en:Premier_of_South_Australia]|[الإنجليزية]]] اعتراضه على وقف الإمداد، جاعلا عضو مجلس الشيوخ لجنوب أستراليا «دون جوسيب»[[Don_Jessop]|يتردد حيال دعمه للواسطه . وقد كان بامكان "فرسير" تنسيق شبكه اتصالات من أعضاء الحزب تخدم اعلان موقفهم الحيادى تجاه الفريقين . وقد نشد "فرسير" تراجع استقاله رئيس الوزراء الليبرالى منذ قديم الأزل، السيد "روبرت مينزيز"، وذهب لمقابله "مينزيز" شخصيا، أخاذا معه تصريح قاله "مينزيز" في 1974 بدعم وقف الإمداد في المجلس الأعلى ] [[:en:Don_Jessop]|[الإنجليزية]]] في البرلمان الفكتورى  ولم يضطر إلى استخدام هذا التصريح، وقد صرح «مينزيز» انه وجد أن الواسطه غير مرضيه ولكن في هذه الحالة هذا الأمر ضرورى. وقدم رئيس الوزراء الرسمى تصريح لدعم وساطه «فرسير»
و دعا «كيرر» «وتلم» ووزير أعضاء مجلس الشيوخ العمالين [[Minister_for_Employment_and_Workplace_Relations_(Australia)]|"جيم ماكليلاند" على الغداء في 30 أكتوبر،و فورا مقدما اجتمع للمجلس التنفيذى ] [[:en:Minister_for_Employment_and_Workplace_Relations_(Australia)]|[الإنجليزية]]] . وعلى مائده الطعام، قدم «كيرر» تراضى ممكنا. إذا سمحت المعارضة بتمرير الإمداد، لن يدعو «وتلم» إلى انتخابات نصف مجلس الشيوخ حتى مايو أو يونيو 1976، وأعضاء مجلس الشيوخ لن ينعقدوا حتى الأول من يوليو وبالتالى يتخلص من تهديد أغلبيه العمال المؤقت. وقد رفض «وتلم»، الذي صمم على تدمير كلامن حق مجلس الشيوخ في وقت الإمداد وقياده فرسير، أي تراض.

### القرار
ترأس «فرسير» قاده ائتلاف الأحزاب في 2 نوفمبر . نتجت عن هذه القمه بيان صرح بأن أعضاء مجلس الشيوخ للائتلاف يمكنهم استكمال تأخير الإمداد . وهددت «كيرر» بانه يجب ضمان «وتلم» لعمل انتخايات لنصف مجلس الشيوخ، نصح المسءوليين الأوليين عن ائتلاف الدولة حكامهم بعدم إصدار اوامر، لذلك وقف الانتخابات في المقاعد الأربعة مع رؤساء غير عماليين . وبعد الاجتماع، قدم فرسير تراض: تسمح المعارضة بمرور اغلامداد إذا وافق «وتلم» على عقد انتخابات لمجلس النواب وفي نفس الوقت انتخابات لنصف مجلس الشيوخ. وقد رفض «وتلم» الفكرة .
و سأل «وتلم» في 22 أكتوبر «كيب اندرباى»[[Kep_Enderby]|،النائب العام ] [[:en:Kep_Enderby]|[الإنجليزية]]]، لتقديم مسوده يوضع فيها رأى «اليكوت» من أجل تقديم عرض ل «كيرر». أناب «اندرباى» هذه المهمة للمحامى العام «ميورايس بيرس» وإلى موظفين اخرين . في 6 نوفمبر، قابل «اندرباى» «كيرر» لاعطائه راى قانونى معتبرا خطط الحكومة البديله وفي حاله نفاذ الإمداد (عمل حوالات بدلا من شيكات، لارتجاعها من البنك بعد انتهاء الازمه) وقرر تقديم «كيرر» مع النقد ل «اليكوت». وعندما راجع «اندرباى» المستندات، وجد أن في الوقت الذي كان هناك تنازع على منصب الحكومة، أدركت أن كلا من مجلس الشيوخ يمتلك الحق الدستورى في وقف الإمداد، والقوى الاحتياطيه مازالت موجوده ـ أمور رفضها اندرباى. «اندرباى» أحضر «كيرر» مع النقد، ولكن تخطى امضاء «بيرس» عليها وأخبر «كيرر» بمعارضته. أخبر «اندرباى» «كيرر» بأن نقد «بيرس» كان خلفيه عامه لنصيحه رسميه مكتوبه ليقدمها ل «وتلم». وبعد مرور يوم، قابل «كيرر» «فرسير» مره أخرى . قائد المعارضة أخبره بأن ان لم يتم عزل «وتلم»، فقد خططت المعارضة لنقده في البرلمان لفشله في تنفيذ واجبه .
وقد لخص «كيرر» في 6 نوفمبر، أن الحكومة والمعارضة خضعت، وهذا الدعم سوف ينفذ . وقرر الحاكم العام بأن إذا لم يستطيع «وتلم» تأمين الإمداد ولن يقدم استقالته أو ينصح بعمل انتخابات لمجلس النواب، فسوف يضطر لاقالته . وبناء على خوف «كيرر» من قيام «وتلم» بنصيحه الملكة باقالته كحاكم عام، اعتبر انه من المهم عد اعطاء «وتلم» أي تلميح عن فعله المحتمل تنفيذه . صرح «كيرر» بعد ذلك بأن سعى «وتلم» لعزله يتضمن اشارك الملكة في السياسة . اتصل «كيرر» برئيس العدالة، السيد«جرفيلد بارويك»، وقابله سائلا اياه عن رأيه في عزل «وتلم»، وذلك سعيا لتأييد قراره . وأمده «بارويك» بنصيحه مكتوبه لرأيه بأن لابد على الحاكم العام عزل رئيس الوزراء الذي لا يستطيع تقديم الإمداد.
في 9 نوفمبر، اتصل فرسير ب «وتلم» ودعاه للمقاوضات مع الائتلاف وذلم محاوله لحل النزاع. وافق«وتلم»، وعقد الاجتماع في الساعة التاسعة صباحا يوم الثلاثاء 11 نوفمبر في مجلس البرلمان. وكان يوم الثلاثاء هو نفس الميعاد الأخير لاعلان الانتخابات، إذا تم عقد انتخابات قبل الكريسماس . وكان كلا من الحكومة والمعارضة في «ميلبورنى» ليله العاشر من نوفمبر من أجل وليمه «اللورد ماير». ولضمان وصول رؤساء المعارضة ل «كنبيرا» في الميعاد المحدد للاجتماع ، قام «وتلم» بارجعهم في طائره كبار الزوار والتي وصلت ل «كنبيرا» في منتصف الليل .

## العزل

### اجتماع في يررالوما
في التاسعة صباحا 11 نوفمبر، قابل «وتلم» مع نائب رئيس الوزراء"كرين" ورؤساء مجلس [[Leader_of_the_House_(Australia)]|"فريد دالى"] [[:en:Leader_of_the_House_(Australia)]|[الإنجليزية]]] ، رؤساء الأحزاب الريفيه والليبراليه . ولم يصلوا إلى أي حل وسط . وقد اخبر «وتلم» رؤساء الائتلاف بأنه سيطلب من «كيرر» عقد انتخابات لنصف مجلس الشيوخ في 13 ديسمبر، ولن يسعى إلى امداد مؤقت في فتره ما قبل الانتخابات . والتفكير في أن يضمن «كيرر» انتخابات من غير امداد هو أمر مستبعد، وقد أخطر «فرسير» «وتلم» بأن الحاكم العام سيعيد التفكير في هذا الأمر . وكان "وتلم مستنكف عن النظر في الامر، وبعد انتهاء الاجتماع اتصل ب «كيرر» ليخبره بأنه يحتاح لميعاد لينصحه بعقد انتخابات لنصف مجلس الشيوخ . وكان كلا من «وتلم» و«كيرر» مشغولان في الصباح، حيث كان «كيرر» يحضر ذكرى عيد الهدنة ، وكان وتلم مع اجتماع زعماء الحزب وخضعت المعارضة لحركه عنيفه في المجلس. وناقش الاثنين تحديد موعد لاجتماع في الواحدة ظهرا، ولكن اتصل مكتب «كيرر» ب «وتلم» ليخبره بظان الميعاد أصبح في الثانية عشر الا ربع . ولكن رئيس الوزراء لم يعلم بهذا التغيير . وأعلن «وتلم» طلب انتخابات نصف مجلس الشيوخ في اجتماعه مع زعماء الأحزاب والتي وافقق عليه.
و بعد سماع «وتلم»، اتصل «كيرر» ب «فرسير»، سأله «كيرر» ان كان رئيس وزراء، هل يستطيع تأمين الإمداد، وهل سينصح على الفور بحل مزدوج لعمل انتخابات، وهل كان سيمتنع عن سياسات جديده وتحريات لحكومه «وتلم» المعلقه للانتخابات . وو قد وافق «فرسير». أنكر «كيرر» تبادل الأماكن عبر الهاتف، بالغرم من أن كلا منهما وافق على هذ الأسئلة التي تم طرحها بيوم قبل تعيين «فرسير» كرئيس للوزراء . ووفقا ل «كيرر»، يجب على «فرسير» المجئ إلى «يورالوما» في الواحدة ظهرا .
أجل «وتلم» مغادرته لمجلس البرلمان، في الوقت الذي كان «فرسير» يغادر باكرا، وبالفعل وصل «فرسير» «يورالوما» أولا . وتم اصطحابه لغرفه الانتظار، وتحركت السيارة. وصرح «وتلم» بان الهدف من تحريك السيارة هي التأكد من أن رئيس الوزراء لم يأمرهم بمراقبته، مصرحا "كنت أعرف برجود فرسير هناك بالفعل، ولم أكن في «يورالوما». شك "كيلى" في أن "وتلم " قد تعرف على سياره «فرسير» والتي كانت عاديه من نوع "فورد ال تى دى" مقارنه بسياره المسبح . ووفقا لما قاله راوى قصه حياه «فرسير»، "فيليب ايرس"، "سحب عربيه بيضاء من الأمام لا يعنى أي شيء . وهي ببساطه في طريقها"
و صل «وتلم» قبل الساه الواحدة، وتم اصطحابه إلى مكتب «كيرر». وقد أحضر معه خطاب رسمى ليطلب عمل انتخابات نصف مجلس الشيوخ، وبعد أن جلسا، محاولا أن يعطى الخطاب ل «كيرر».
في روايتهم لهذا الصباح، اتفق كلا منهما على أن «كيرر» أخبر «وتلم» أنه قد تم اعفاؤه من منصبه كرئيس للوزراء وذلك تطبيقا لمده 64 من الدستور، وأعطاه خطاب وتوضيح للأسباب . وكتب «كيرر» بعد ذلك في هذا الأمر، أن وتلم قام ونظر إلى هاتف المكتب وأخبره "يجب أن اتصل بالقصر في الحال". وعلى الرغم من انكار "وتلم " صحه هذا الأمر، الا انه سأل «كيرر» إذا استشار القصر أم لا، في حين أجاب «كيرر» بأنه لم يكن هناك داعى لذلك وأنه استشار بالفعل "بارويك". واتفقت روايتهم بأن «كيرر» قال أنهم لابد أن يتكيفوا مع هذ القرار، في حين رد «وتلم» أنت ستفعل بالفغعل " واشتمل هذا العزل تمنى «كيرر» ل «وتلم» الحظ في الانتخابات وسلم عليه .
بعد مغادره «وتلم» اتصل كيرر ب «وتلم»، مخبرا اياه بأمر العزل، وسأله إذا كان يستطيع أن يشكل وزاره مؤقته، وقد وافق «فرسير». وقد صرح بعد ذلك بأ، قلقه ومخاوفه حيال الأخبار قد هدأت . وقد غادر «فرسير» ليرجع إلى البرلمان، حيث تشاور مع رؤساء الائتلاف. في حين انضم «كيرر» لحفله الغداء التي كانت تنتظره، معتذرا لضيوفه وقدم أعذاره بأنه كان مشغول بعزل الحكومة .

### إستراتيجية برلمانية
و قد عاد «وتلم» ل «لودج»، مكان اقامه رئيس الوزراء، حيث تناول الغداء . وعندما وصل مساعديه، أخبرهم عن أمر عزله . قدم«وتلم» مشروع قرار لمجلس النواب، معبرا عن ثقته في حكومته. ولم يكن زعماء مجلس الشيوخ من حزب العمال الاسترالى ب «لودج»، ولم يتصل «وتلم» أو حزبه بأى أحد عندما وصلوا إلى مجلس البرلمان، مقتصرين استراتيجيتهم على مجلس النواب.
قبل عزل «وتلم»، قررت قياده العمال تقديم خطوه لمجلس الشيوخ لتمرير امتلاك الفواتير. ومع عدم معرفه حزب العمال بأمر عزل «وتلم»، أحرزت الخطة تقدم . وقد أخبر مدير أعمال حزب العمال الاسترالى، سيناتور «دوج مكليلاند»[[Doug_McClelland]،|قائد ائتلاف مجلس الشيوخ "ريدج ويذير"] [[:en:Doug_McClelland]،|[الإنجليزية]]] بنيه العمال في الساعة الواحدة والنصف. وحضر «ويذير» بعد ذلك اجتماع قيادى وعلم بتعيين «فرسير»، وكان متأكد بأن رئيس الوزراء الجديد قادر على تأمين الإمداد . وعندما اقتنع مجلس الشيوخ، تحرك قائد حزب العمال «كين وريديت» وهو من أيضا عضو مجلس الشيوخ . وحتى عندما تحرك «وريريت»، كان قد تم اخباره بأن الحكومة قد تم عزلها، وقد رفض تصديق ذلك. وهذا الأمر الرسمى لم يصل «وريديت» حتى الثانية عشر الا ربع، حيث كان الوقت متأخر لتحرك «وريديت». وفي الساعة 2 ونصف الا خمسه دقائق، امتلاك الفواتير قد تم تمريره لمجلس الشيوخ.
في المجلس، انتهى مناظره مستطرده على حركه «فرسير» العنيفه بقيام أغلبيه حزب العمال بتصحيحه في استنكار «فرسير» وقرار تعيينه. في الساعة 2 ونصف، عندما أعلن «فرسير» تعيينه كرئيس للوزراء، انتشر خبر أمر العزل في المجلس.و أعلن «فرسير» نيته لعمل حل مزدوج وتحرك لتأجيل المجلس. قرارته قد تم هزمها . وقد عانت حكومه فرسير من هزيمات متكرره في المجلس، والتي أعطت شعور بعد الثقة في «فرسير»، وطلب من المتحدث «جوردن سكولز» أن يطال الحاكم العام باعاده تعيين «وتلم». وقد أخبر «سكولز» بأن هذا التعيين قد يكون مستحيل في هذ اليو، ولكن بعد أن صرح بأنه سيقوم بمحاوله اقناع المجلس واخبارهم برفضه، قام بتحديد موعد مع «كيرر» في الخامسة الا ربع.

### انحلال
مع موافقه كلا من المجلسين على امتلاك الفواتير، تم ارسالهم إلى «يورالوما» حيث أعطاهم «كيرر» الموافقة الملكية [[Royal_Assent].|و مع تأكيد الإمداد، قابل "فرسير" بعد ذلك، والذينصحه بأن 21 فاتوه (متضمنه فواتير اعاده توزيع انتخابيه) والتي تم تقديمها منذ أخر انتخابات أنجزت الحل الزدوج تطبيقا لماده 57 من الدستور . وطلب "فرسير" من المجلسين حل المجلسين لانتخابات 13 ديسمبر. وقد وقع "كيرر" أمر الحل للبرلمان، وأرسل سكرتيره الرسمى ] [[:en:Royal_Assent].|[الإنجليزية]]] «دايفيد سميث» لاعلان الحل من أمام مجلس البرلمان.
في الساعة 5 الا ربع، استضاف «كيرر» «سكولز» وأخبره بحل المجلسين . وكتب «كيرر» «لا شيء اخر يلزم»، ولكن وفقا لرايه «سكولز»، قد اتهم «كيرر» بالإيمان الضعيف لتحديد ميعاد لاستضافه المتحدث، وبعد ذلك لم يكن في انتظار سماعه قبل حل البرلمان . صرح «وتلم» بأن «سكولز» كان سيكون أكثر حكمه إذا أخد امتلاك الفواتير معه بدلا من مجرد ارسالهم.
حتى إذا تكلم «سكولز» و«كيرر»، كام قد وصل «سميث» للبرلمان . وأمر العزل أصبح معلن للعامه، وتجمع الحشد الغاضب من حزب العمال الاسترالى متزاحمين عند السلالم والطرق وفي البرلمان نفسه. والكثير من المتظاهرين كانوا من أفراد حزب العمال الاسترالى واخرين من الجامعة القومية الاستراليه . وكان «سميث» مضطر لدخول البرلمان من باب جانبى وأخد خطواته إلى الداخل . وقرأ الإعلان على الرغم من أصوات الحشد التي حاولت اسكانه . وقد أنهى بالجملة المعتاده «و ليحفظ الله الملكة». وخاطب رئيس الوزراء الرسمى «وتلم» الحشد، والذي كان يقف وراء «سميث»

## العواقب

### حملة انتخابيه
انتشر خبر عزل «وتلم» في أرجاء أستراليا عصرا، محدثين مظاهره احتجاجا على الفور. في 12 نوفمبر، خاطب «سكولز» الملكة كتابيا يطلب منها اعاده «وتلم» لمنصبه كرئيس للوزراء. وقد صرح السكرتير الخاص [[Private_Secretary_to_the_Sovereign]|للملكه، السيد "مارتن تشرترز"] [[:en:Private_Secretary_to_the_Sovereign]|[الإنجليزية]]] في 17 نوفمبر أن:
في 12 نوفمبر، حلفت حكومه «فرسير»[[First_Fraser_Ministry]|الاولى اليمين أمام "كيرر". وفقا لبعض الروايات، سعى "كيرر" للاطمئنان في هذا الاجتماع أن أعضاء مجلس شيوخ الائتلافيين لم يستسلمؤا قبل نفاذ الإمداد، أعضاء مجلس الشيوخ لم ولن يقفوا أبدا..أليس كذلك؟؟. وفقا لبعض الروايات، ضحكت "مارجرت جوليفولى"] [[:en:First_Fraser_Ministry]|[الإنجليزية]]] قائله «هذا هو كل ما يعرفه». صرحت «جوليفولى» بعد ذلك بأنها إذا استطاعت أن تفعل مثل هذا التعليق، فانه لم يكن من المقصود عرض أن أعضاء مجلس الشيوخ الائتلافى ينهزموا . وقد قدم «كيلى» في قائمته أربعه أعضاء لمجلس الشيوخ الائتلاف الذين صراحوا، في سنوات متعاقبه، بأنهم سيعبروا الأرض وسيصوتوا لأجل امتلاك الفواتير.
اعتقد العمال بأن لديهم فرصه في الفوز بالانتخابات، وأن العزل سيكون شيء ذخر للانتخابات من أجلهم . ولكن بعض الاستراتيجات العماليه اعتقدت أن الحزب يواجه كارثه، حيث تم الإشارة إلى القليل من الإنجازات الاقتصادية والانتخابيه وقد تكون المشاعر قد بردت تجاه أمر العزل قبل اليوم الانتخابى .و مع ذلك كان يقابل «وتلم»، الذي بدأ حملته الانتخابيه بعد قرار العزل مباشره، حشود أينما ذهب، 30,000 شخص في «سيدنى دومان»[[The_Domain,_Sydney]|من أجل عمل حمله رسميه في 24 نوفمبر .في هذه الليلة قدم "وتلم" خطاب في قاعه الاحتفال ] [[:en:The_Domain,_Sydney]|[الإنجليزية]]] في «مالبورنى» قبل وصول 7,500 شخص والاعلام القومى . وأطلق على 11 نوفبر «يوم فرسير للخجل ـ اليوم الزى نعيش الخزى فيه»
تم اطلاق الاقتراع في نهايه الأسبوع الأول من الانتخابات، وأظهر 9 نقاط تتأرجح ضد العمال . ولم تصدق حملات «وتلم» الانتخابيه هذا الخبر في البداية، ولكن مع زياده الاقتراع أصبح الامر واضحا . العملية الانتخابيه تتحول ضد حزب العمال الاسترالى . أدان «الائتلاف» «العمال» من أجل الظروف الاقتصادية واعلانات «ثلاث سنين مظلمه» أطلقت في التليفزيون تعرض صور لفضائح حكومه «وتلم». حمله حزب العمال الاسترالى، التي ركزت على قرار عزل «وتلم»، لم تناشد الحال الاقتصادى حتى أيامها الأخيرة. وفي ذلك الوقت «فرسير»، الذي كان واثق من الفوز، جلس متحاشيا أي فعل وأى عمل خأطئا . كان هناك بعض العنف في الحملات، ولكن تم اطلاق 3 قنابل في المنصب، واحده أصابت 2 من مكتب «بجلكىـ بيترسن»، في حين اصابه 2 اخرين، موجهيين رساله ل «فرسير» و«كيرر» وكانوا قد قطعوا الطريق واوقفوا المفعول .
خلال الحملة، اشترى «كيرر» قسم «سيدنى»، حيث أن السيد «جون» كان مستعد للاستقالة خلال الحدث الذي بين نجاح حزب العمال . وفي انتخابات 13 ديسمبر ، فاز الائتلاف بنجاح ساحق، 91 مقعد في مجلس النواب مقارنه بحزب العمال الذي فاز ب 36 مقعد و27ـ35 أغلبيه في مجلس الشيوخ .

### ميراث
في الاستطلاع الذي قام بيه "كيلى" لأحداث الأزمة، في نوفمبر 1975، ألقى "كيلى" اللوم على «فرسير» لبدأه الازمه، ولام "وتم" لاستخدام الأزمة ليهزم «فرسير» وجلس الشيوخ"، ولكنه ألقى اللوم الأكبر على «كيرر»، لفشله ليكون صريح مع «وتلم»، وفقا ل "كيلى"
هذا العزل يمثل أكبر أزمه سياسيه ودستوريه في تاريخ أستراليا . في 1977، اقترح «فرسير» 4 تعديلات دستوريه عن طريق استفتاء عام، ثلاثه منهم تم تنفذيهم ـ وكان هذه اخر مره يتم تعديل الدستور الاسترالى فيها . واحده من التعديلات [[Australian_referendum,_1977_(Senate_Casual_Vacancies)]|طالبت عضو مجلس الشيوخ، الذي يشغل وظيفه مؤقته أن يكون من نفس الحزب كعضو مجلس شيوخ رسمى . الحفاظ على صلاحيه مجلس الشيوخ في وقف الإمداد، الحفاظ على صلاحيه الحاكم العام في عزل رئيس الوزراء . منذ 1975 لم يتم ممارسه تلك الصلاحيات مره أخرى . في أعقاب قرار العزل، وجه حزب العمال الاسترالى غضبه تجاه "كيرر" . المظاهرات رفضت ظهوره، بينما ظل حزب العمال مقاطع افتتاحه في البرلمان الجديد . أصبح "وتلم" الان رئيس المعارضة، رفضا أى دعوات لحضور مناسبا في "يروالوما"، حيث استمر " كيرر" في الاطاله حتى رفض دعوه خلال زياره الملكة في 1977 مما جعله يشعر بأن لا حاجه لاى مجهودات أخرى . لم يتكلم "وتلم" مع "كيرر" مره أخرى . قطع برلمان حزب العمال علاقتهم ب "كيرر" بعد أن كانوا أصدقاء، شاعرين بأن "كيرر" قد خان الحزب وترصد ب "وتلم" . صرحت السيده "انى كيرر"] [[:en:Australian_referendum,_1977_(Senate_Casual_Vacancies)]|[الإنجليزية]]] بأنها هي وزوجها يواجهان «شعور غير عقلانى جديد مسيطر على الأعداء الحاليين .»
استقال «وتلم» من منصبه كقائد لحزب العمال بعد معاناه الحزب من هزيمته الانتخابيه الثانية في 1977 [[Australian_federal_election,_1977]|. خدم "فرسير" أكثر من 7 سنوات كرئيس وزراء، وترك منصب قياده الليبراليه بعد هزيمه الائتلاف في انتخابات 1983.] [[:en:Australian_federal_election,_1977]|[الإنجليزية]]]
عنف«وتلم» بالكلام " كيرر" مرار لدوره في قرار عزله. عندما أعلن «كيرر» استقالته كحاكم عام في 14 يوليو 1977 . في 1991، صرح «وتلم» بأنه "لا مستقب لحاكم عام تصرف كما تصرف «كيرر» وأصبح أيضا موضعا للعزله والاحتقار" في 2005 وصف «وتلم» «كيرر» بأنه شخص يستحق الاحتقار. وقال "دوج انثونى"، قائد الحزب الريفى ونائب رئيس الوزراء بأنه "لا أستطيع نسييان "جوش" لقتله اياه". لم يشفق السيد" جرفيلد بارويك" على تشنيع «وتلم»، ووصف رئيس الوزراء ب "الشر". نحى «فرسير» و«وتلم» خلافتهم جانبا، وكتب «وتلم» في 1997 أن «فرسير» "لم يشرع لنصيحتى ". تعاون الاثنين لدعم الاستفتاء عام 1999 الذي يجعل أستراليا جمهوريه . ووفقا لكاتب خطابات «وتلم»، "جراهام فرويدنبرج"[[Graham_Freudenberg]،|"أن الغضب الموجود ضد سلوك ممثل الملكة كان عامل بناء في الحركة التي تدعو لجعل أستراليا جمهوريه ] [[:en:Graham_Freudenberg]،|[الإنجليزية]]] "
وبعد استقاله «كيرر» كحاكم عام، ظل يسعى إلى منصب حكومى، وذلك لانه كان ينوى البقاء لمد 10 سنوات كحاكم عام . ولكن محاوله «فرسير» لتعيين «كيرر» كسفير لليونسكو«منصب أخده «وتلم» بعد ذلك» استفز العامة وحيث تم رفض الترشيح . قضى «كيرر» السنوات الباقية في أوروبا، عندما مات في أستراليا عام 1991، لم يتم أعلان خبر وفاته حتى تم دفنه .
خلال الأزمة، زعم «وتلم» أن قائد الحزب الريفى «انثونى» على صله ب وكاله الاستخبارات الأمريكيه . وتبعا للأحداث، زعم البعض بأن «كيرر» كان يعمل لصالح حكومه الولايات المتحدة في اتخاذه لقرار العزل . والمزاعم الشائعة كانت تقول بأن وكاله الاستخبارات الإمريكية كان ليه دور في اتخاذ «كيرر» قرار عزل «وتلم». في 1966 شارك «كيرر» في جمعيه الثقافة الحرة [[Association_for_Cultural_Freedom]،|جروب متحفظ والذي تبين بعد ذلك أنه يأخد تمويل من كاله الاستخبارات الأمريكية . زعم "كرستوفر بيسى"، الذي قد تم اتهماهه بالتجسس لصالح الاتحاد السوفيتى ] [[:en:Association_for_Cultural_Freedom]،|[الإنجليزية]]] في انه كان موظف لوكاله الاستخبارات الإمريكية، بأن وكاله الاستخبارات الإمريكية أردت عزل «وتلم» من منصبه لانه كان يشكل خطر لقواعد عسكريه للولايات المتحدة في أستراليا، شامله «بنى جاب». قال «بيسى» أن «كيرر» كأن يمثل لوكاله الاستخبارات الإمريكية [[Central_Intelligence_Agency]|" رجلنا كيرر" . كتب "وتلم" بعد ذلك أن " كيرر" لم يكن في حاجه لدعم وكاله الاستخبارات الإمريكية. ولكنه قال أيضا انه في 1977 نائب سمرتير الولايات المتحدة "وارن كرستوفر" قام بعمل رحله ل "سيدنى" لمقابلته وأخبره، انه من جانب رئيس الولايات المتحدة "جيمى كارتر"] [[:en:Central_Intelligence_Agency]|[الإنجليزية]]] يود التعامل مع حكومه أستراليا المنتخبه ، وانه لن تتدخل الولايات المتحدة مره أخرى في عمليه أستراليا الديمقراطية .
لخص «فرويدنبيرج» مصير «كيرر» بعد العزل: